# Cyclophora therinata
Cyclophora therinata là một loài bướm đêm trong họ Geometridae.